# Hemirhagerrhis
Hemirhagerrhis es un género conocido de serpientes de la familia Lamprophiidae. Sus especies se distribuyen por el África subsahariana.

## Especies
Se reconocen las siguientes especies:
- Hemirhagerrhis hildebrandtii (Peters, 1878)
- Hemirhagerrhis kelleri Boettger, 1893
- Hemirhagerrhis nototaenia (Günther, 1864)
- Hemirhagerrhis viperina (Bocage, 1873)